# Patinatge de velocitat en pista curta als Jocs Olímpics d'hivern de 2010 - 1.500 metres masculins
Als Jocs Olímpics d'Hivern de 2010 celebrats a la ciutat de Vancouver (Canadà) es disputà una prova de patinatge de velocitat en pista curta sobre una distància de 1.500 metres en categoria masculina que formà part del programa oficial dels Jocs.
La prova es disputà el dia 13 de febrer de 2010 a les instal·lacions del Pacific Coliseum. Hi participaren un total de 36 patinadors de 16 comitès nacionals diferents.

## Resum de medalles
| Or          | Argent           | Bronze      |
| Lee Jung-Su | Apolo Anton Ohno | John Celski |

## Resultats

### Qualificació
| Pos. | Mànega | Nom                 | CON             | Temps    | Notes |
| ---- | ------ | ------------------- | --------------- | -------- | ----- |
| 1    | 1      | Olivier Jean        | Canadà          | 2:14.279 | Q     |
| 2    | 1      | Lee Ho-Suk          | Corea del Sud   | 2:14.324 | Q     |
| 3    | 1      | Liu Xianwei         | R.P. de la Xina | 2:14.354 | Q     |
| 4    | 1      | Tyson Heung         | Alemanya        | 2:14.461 |       |
| 5    | 1      | Blake Skjellerup    | Nova Zelanda    | 2:14.730 |       |
| 6    | 1      | Ruslan Zakharov     | Rússia          | 2:14.929 |       |
| 1    | 2      | Liang Wenhao        | R.P. de la Xina | 2:16.152 | Q     |
| 2    | 2      | Charles Hamelin     | Canadà          | 2:16.153 | Q     |
| 3    | 2      | Sebastian Praus     | Alemanya        | 2:17.058 | Q     |
| 4    | 2      | Nicolas Bean        | Itàlia          | 2:17.089 |       |
| 5    | 2      | Jumpei Yoshizawa    | Japó            | 2:30.701 | q     |
| 6    | 2      | Jordan Malone       | Estats Units    | -        | DSQ   |
| 1    | 3      | Lee Jung-Su         | Corea del Sud   | 2:12.380 | Q     |
| 2    | 3      | J. R. Celski        | Estats Units    | 2:12.460 | Q     |
| 3    | 3      | Nicola Rodigari     | Itàlia          | 2:12.609 | Q     |
| 4    | 3      | Benjamin Mace       | França          | 2:12.875 |       |
| 5    | 3      | Yuzo Takamido       | Japó            | 2:15.402 |       |
| 6    | 3      | Paul Herrmann       | Alemanya        | 2:16.782 |       |
| 1    | 4      | Yuri Confortola     | Itàlia          | 2:14.584 | Q     |
| 2    | 4      | Sjinkie Knegt       | Països Baixos   | 2:14.862 | Q     |
| 3    | 4      | Jack Whelbourne     | Regne Unit      | 2:14.972 | Q     |
| 4    | 4      | Semion Elistratov   | Rússia          | 2:15.455 |       |
| 5    | 4      | Viktor Knoch        | Hongria         | 2:16.826 |       |
| 6    | 4      | Song Weilong        | R.P. de la Xina | 2:20.095 |       |
| 1    | 5      | Apolo Anton Ohno    | Estats Units    | 2:17.653 | Q     |
| 2    | 5      | Pieter Gysel        | Bèlgica         | 2:18.560 | Q     |
| 3    | 5      | Peter Darazs        | Hongria         | 2:18.827 | Q     |
| 4    | 5      | Jakub Jaworski      | Polònia         | 2:19.163 |       |
| 5    | 5      | Jean Charles Mattei | França          | 2:33.989 | q     |
| 6    | 5      | Guillaume Bastille  | Canadà          | -        | DSQ   |
| 1    | 6      | Sung Si-Bak         | Corea del Sud   | 2:14.836 | Q     |
| 2    | 6      | Haralds Silovs      | Letònia         | 2:14.900 | Q     |
| 3    | 6      | Takahiro Fujimoto   | Japó            | 2:16.155 | Q     |
| 4    | 6      | Anthony Douglas     | Regne Unit      | 2:16.622 |       |
| 5    | 6      | Niels Kerstholt     | Països Baixos   | 2:46.222 | q     |
| 6    | 6      | Maxime Chataignier  | França          | -        | DSQ   |

### Semifinal
| Pos. | Mànega | Nom                 | CON             | Temps    | Notes  |
| ---- | ------ | ------------------- | --------------- | -------- | ------ |
| 1    | 1      | Lee Jung-Su         | Corea del Sud   | 2:10.949 | QA, RO |
| 2    | 1      | Apolo Ohno          | Estats Units    | 2:11.072 | QA     |
| 3    | 1      | Charles Hamelin     | Canadà          | 2:11.225 | QB     |
| 4    | 1      | Nicola Rodigari     | Itàlia          | 2:11.402 | QB     |
| 5    | 1      | Sjinkie Knegt       | Països Baixos   | 2:13.870 |        |
| 6    | 1      | Jumpei Yoshizawa    | Japó            | 2:15.129 |        |
| 7    | 1      | Peter Darazs        | Hongria         | 2:18.349 |        |
| 1    | 2      | Lee Ho-Suk          | Corea del Sud   | 2:14.833 | QA     |
| 2    | 2      | Liang Wenhao        | R.P. de la Xina | 2:15.453 | QA     |
| 3    | 2      | Sebastian Praus     | Alemanya        | 2:16.240 | QB     |
| 4    | 2      | Pieter Gysel        | Bèlgica         | 2:16.249 | QB     |
| 5    | 2      | Jack Whelbourne     | Regne Unit      | 2:17.156 |        |
| 6    | 2      | Olivier Jean        | Canadà          | 2:32.358 | qA     |
| 7    | 2      | Jean Charles Mattei | França          | 2:36.291 |        |
| 1    | 3      | Sung Si-Bak         | Corea del Sud   | 2:13.585 | QA     |
| 2    | 3      | J.R. Celski         | Estats Units    | 2:13.606 | QA     |
| 3    | 3      | Yuri Confortola     | Itàlia          | 2:13.645 | QB     |
| 4    | 3      | Haralds Silovs      | Letònia         | 2:14.009 | QB     |
| 5    | 3      | Liu Xianwei         | R.P. de la Xina | 2:14.500 |        |
| 6    | 3      | Takahiro Fujimoto   | Japó            | 2:15.984 |        |
| 7    | 3      | Niels Kerstholt     | Països Baixos   | 2:16.352 |        |

### Finals

#### Final B
| Pos. | Nom             | CON      | Temps    | Notes |
| ---- | --------------- | -------- | -------- | ----- |
| 7    | Charles Hamelin | Canadà   | 2:18.243 |       |
| 8    | Nicola Rodigari | Itàlia   | 2:18.422 |       |
| 9    | Pieter Gysel    | Bèlgica  | 2:18.773 |       |
| 10   | Haralds Silovs  | Letònia  | 2:19.435 |       |
| 11   | Sebastian Praus | Alemanya | 2:20.374 |       |
| —    | Yuri Confortola | Itàlia   | -        | DSQ   |

#### Final A
| Pos. | Nom              | CON             | Temps    | Notes |
| ---- | ---------------- | --------------- | -------- | ----- |
| 1    | Lee Jung-Su      | Corea del Sud   | 2:17.611 |       |
| 2    | Apolo Anton Ohno | Estats Units    | 2:17.976 |       |
| 3    | John Celski      | Estats Units    | 2:18.053 |       |
| 4    | Olivier Jean     | Canadà          | 2:18.806 |       |
| 5    | Sung Si-Bak      | Corea del Sud   | 2:45.010 |       |
| 6    | Liang Wenhao     | R.P. de la Xina | 2:48.192 |       |
| —    | Lee Ho-Suk       | Corea del Sud   | -        | DSQ   |

Q: qualificat
q: qualificat
RO: rècord olímpic
DSQ: desqualificació